# 甲基甲喹酮
甲基甲喹酮（简称MMQ）或称甲基安眠酮，是一种喹唑啉酮和甲喹酮的类似物，具有与其母体化合物相似的镇静和催眠特性（源于其对GABAA受体β亚型的激动剂活性），在动物模型中的效力约为其3倍。甲基甲喹酮与甲喹酮的区别在于苯环上的4-甲基化。它于1999年在德国被定为非法，大约在同一时间被美国缉毒局列为“具有法医意义的药物”，但几乎没有其他信息可用。这种化合物作为甲喹酮的设计师药物类似物在德国的黑市上出售。
对甲基甲喹酮的动物研究表明，它仅在略高于有效镇静剂量的情况下就会引起惊厥，而来自人类使用者的轶事报告证实，它可能具有促惊厥作用，如果过量服用，可能会使这种化合物变得特别危险。